# I Killed the Prom Queen
I Killed the Prom Queen est un groupe de metalcore australien, originaire d'Adélaïde, en Australie-Méridionale. Le groupe participe constamment à de nombreuses tournées en Australie, aux États-Unis, au Japon et en Europe. Depuis son lancement, le groupe fait paraître trois albums studio, When Goodbye Means Forever... (2003), Music for the Recently Deceased (2006) et Beloved (2014).
Le groupe se sépare en avril 2007 lorsque Weinhofen rejoint le groupe américain Bleeding Through et Peters fonde le groupe punk hardcore Deez Nuts. I Killed the Prom Queen se reforme pour une tournée en mi-2008, et pour la parution d'un album live et DVD, Sleepless Nights and City Lights, qui intègre le top 50. En mai 2011, le groupe se reforme pour le Destroy Music Tour et annonce le projet d'un troisième album studio.

## Biographie

### Débuts (2000–2002)
I Killed the Prom Queen est formé dans la ville d'Adélaïde, en Australie-Méridionale fin 2000, avec un line-up composé de Ben Engel à la basse, Simon O'Gorman à la guitare, JJ Peters (Josef John W Peters) à la batterie, Austin H au chant, et Jona Weinhofen à la guitare. Peters, Weinhofen et le bassiste Leaton Rose étaient auparavant membres d'un petit groupe local appelé band Cur. Début 2000, Weinhofen quitte Cur pour former The Fall of Troy avec le chanteur Michael Crafter, puis il forme, par la suite, I Killed the Prom Queen. À l'origine nommé The Rubiks Equation, puis brièvement Child Left Burning, la première performance du groupe se déroule au Reynella Youth Enterprise Centre fin 2001. L'année suivante, Crafter se joint au chant, et peu après Rose remplace Engel à la basse.
Les membres du groupe sont influencés par les groupes hardcore des années 1990 dont Poison the Well, Converge, Hatebreed, Earth Crisis, et de groupes de death metal mélodique suédois comme At the Gates, Soilwork et In Flames. Fin 2001 et début 2002, le groupe fait paraître un extended play de quatre chansons intitulé Choose to Love, Live or Die, produit par Paul Degasperi et le groupe lui-même ; en plus de morceaux de guitare effectués par Cain Kapetanakis. Devant initialement contenir cinq chansons, un bug informatique a éliminé la cinquième. En 2002, il paraît chez 618 Recordings et reparaît au label Final Prayer Records distribué par Missing Link Records,. À la suite de cela, O'Gorman quitte le groupe pour rejoindre Day of Contempt, et Kevin Cameron se joint à eux endossant le rôle de guitariste.

### When Goodbye Means Forever(2003–2005)

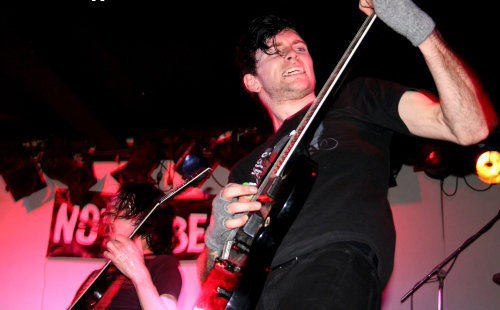
I Killed the Prom Queen sur scène en 2005.

En mars 2003, Rose quitte le groupe (pour rejoindre le groupe The Hot Lies) et Sean Kennedy prend sa place. Ce line-up composé de Weinhofen, Peters, Cameron et Kennedy se stabilise pour devenir un line-up « instrumental ». Dès lors, ils composent une démo, Homicide pour la compilation punk rock, Harder Core than You, distribuée par Blunt Magazine. Crafter, à Byron Bay, assiste à la première performance du groupe metalcore, Parkway Drive – impressionné par leur prestation, il leur propose de composer un split CD avec son groupe. En mai, Final Prayer Records fait paraître I Killed the Prom Queen / Parkway Drive: Split CD qui inclut deux chansons de I Killed the Prom Queen (Homicide Documentaries et Death Certificate for a Beauty Queen) et deux de Parkway Drive.
En septembre 2003, le line-up composé de Cameron, Crafter, Kennedy, Peters et Weinhofen, fait paraître le tout premier album du groupe, When Goodbye Means Forever... au label de hardcore Resist Records, en décembre. Il est produit par Dan Jones, Anj et le groupe. Début 2004, ils participent à une tournée locale avec Evergreen Terrace, Give Up the Ghost, et Boysetsfire. L'album est commercialisé aux États-Unis, distribué par le label Eulogy Recordings en mars, ce qui mène le groupe à faire sa tournée dans le pays. Selon Crafter, dès leur arrivée à Hawaï, « on nous a posé plusieurs questions. De quelle prison on venait, que faisaient nos parents, et qu'est-ce que nos parents pensaient de nos tatouages. »
Le groupe passe les mois suivant en tournée avec Caliban, Evergreen Terrace, It Dies Today, Lamb of God, Silverstein, Bleeding Through, The Red Chord, Fear Before the March of Flames, Until the End, The Warriors, Between the Buried and Me, et On Broken Wings pendant quatre mois. le groupe fait ensuite paraître son troisième EP, Your Past Comes Back to Haunt You, le 7 mars 2005.

### Music for the Recently Deceased(2005–2007)
En août 2005, I Killed the Prom Queen part en Suède pour y enregistrer leur album, Music for the Recently Deceased. Fin 2005, la session d'enregistrement s'achève mais Crafter est renvoyé du groupe en janvier 2006. Ils décident alors de replacer Crafter par Ed Butcher au chant dans chacune de leurs chansons. Music for the Recently Deceased  est produit par Fredrik Nordström, qui a travaillé avec Dimmu Borgir, Darkest Hour, At the Gates et In Flames et par Patrik J Sten.
L'album est commercialisé le 1er juillet 2006, distribué par le label Stomp Entertainment, et atteint le top 30 du ARIA Albums Chart,. La tournée promotionnelle de l'album s'effectue en cinquante dates de trois mois. S'ensuit une tournée avec Killswitch Engage et Lamb of God. Par la suite, Metal Blade Records fait paraître l'album aux États-Unis, à la même date de participation du groupe au New England Metal and Hardcore Festival. De retour en Australie, le groupe prépare une tournée avec The Haunted et Exodus, et participe en décembre au  festival Metal for the Brain.

### Séparation etSay Goodbye Tour(2007–2008)
En janvier 2007, le chanteur de I Killed the Prom Queen, Butcher, retourne au Royaume-Uni. Le groupe annonce sa séparation d'avec son chanteur qui rejoint le groupe britannique Eternal Lord. Tyrone Ross du groupe Mourning Tide, endosse temporairement le rôle de chanteur lors de la tournée du groupe au Japon. Colin Jeffs du groupe Heavens Lost, leur fournit le chant pendant leur tournée européenne avec Bleeding Through, All Shall Perish, et Caliban.
En avril, I Killed the Prom Queen annonce sa dissolution, du fait qu'ils ne réussissent pas à trouver un nouveau chanteur permanent, et que Weinhofen ait rejoint Bleeding Through. Peu après leur dernière tournée, Crafter revient endosser le rôle de chanteur. En mai 2008, Stomp refait paraître Music For The Recently Deceased en édition limitée à 5 000 exemplaires pour le Say Goodbye Tour. Ils participent à cette dernière tournée aux côtés de Bring Me the Horizon, The Red Shore, The Ghost Inside et d'autres groupes locaux. Un album live et DVD, Sleepless Nights and City Lights, est enregistré lors de leur prestation à Adélaïde ; il paraît le 22 novembre 2008 et atteint le top 50. I Killed the Prom Queen joue son dernier concert à Brisbane le 8 juin 2008.

### Nouvelle formation etBeloved(depuis 2011)
En mars 2011, I Killed the Prom Queen annonce une tournée locale avec The Amity Affliction, Deez Nuts, et Of Mice and Men, partie intégrante du Destroy Music Tour en mai. Jamie Hope (ex-membre de The Red Shore) remplace Butcher et Crafter au chant. Sur la page officielle Facebook du groupe, cette nouvelle formation devrait durer un long moment. En cette même période, Weinhofen ne prévoit pas de quitter son groupe Bring Me the Horizon, mais il participe quand même aux compositions du groupe. Cependant, Peters continue de jouer dans son groupe Deez Nuts.
Début janvier 2012, Jona Weinhofen confirme la parution prochaine d'un nouvel album, Music for the Recently Deceased, et leur entrée en studio fin 2012 pour une parution de leur album début 2013,. Cependant, le groupe annonce sur Facebook leur projet de fait paraître l'album pour 2014. Ensuite, le groupe annonce trois dates de tournée au Royaume-Uni pour juillet 2012 presque en même temps que leurs dates pour le Sonisphere ; cependant, le festival est annulé. Le 21 août 2012, I Killed the Prom Queen fait paraître leur nouvelle chanson, Memento Vivere sur YouTube.
Le groupe joue en soutien à Parkway Drive au Atlas Tour australien et néo-zélandais en décembre 2012. En janvier 2013, Weinhofen quitte Bring Me The Horizon. Le 24 mars 2013, JJ Peters quitte le groupe en bons termes pour se concentrer sur son projet, Deez Nuts. Il est remplacé par Shane O'Brien, ex-membre des groupes Confession et Buried In Verona. I Killed The Prom Queen annonce sa signature avec le label Epitaph Records, et un nouvel album Beloved pour le 14 février 2014 en Australie, et le 18 février aux États-Unis.
I Killed The Prom Queen annonce sa signature au label Epitaph Records ainsi qu'un nouvel album, Beloved, qui est publié le 14 février 2014 en Australie, et le 18 février aux États-Unis. Le 3 décembre 2013, ils annoncent le single To the Wolves. Un clip intitulé Thirty One and Sevens est publié le 14 janvier 2014, suivi d'un clip pour Bright Enough le 22 juillet 2014. Le groupe est confirmé pour Vans Warped Tour 2015.

## Membres

### Membres actuels
- Jona Weinhofen – guitare, chant clair, clavier (2000–2007, 2008, depuis 2011) ;
- Kevin Cameron – guitare (2002–2007, 2008, depuis 2011) ;
- Jamie Hope – chant (depuis 2011) ;
- Benjamin Coyte – basse (depuis 2013) ;
- Shane O'Brien – batterie (depuis 2013).

### Anciens membres
- Lee Stacy – chant (2000–2002) ;
- Simon O'Gorman – guitare rythmique, chœurs (2000–2002) ;
- Ben Engel – basse (2000–2002) ;
- JJ Peters – batterie (2000–2007, 2008, 2011–2013) ;
- Michael Crafter – chant (2001–2006, 2008) ;
- Leaton Rose – basse (2002–2003) ;
- Sean Kennedy – basse (2003–2007, 2008, 2011–2013) ;
- Ed Butcher – chant solo (2006–2007).

## Discographie
- 2002 : Choose to Love, Live, or Die (démo) ;
- 2003 : Parkway Drive (démo) ;
- 2003 : When Goodbye Means Forever... (album) ;
- 2005 : Your Past Comes Back to Haunt You (EP) ;
- 2006 : Music for the Recently Deceased (album) ;
- 2014 : Beloved (album).

## Vidéographie
- 2008 – Say Goodbye Tour.